# Frangy
Frangy [fʁɑ̃ʒi] (früher italienisch Frangì) ist eine französische Gemeinde im Département Haute-Savoie in der Region Auvergne-Rhône-Alpes. Sie gehört zum Kanton Saint-Julien-en-Genevois im Arrondissement Saint-Julien-en-Genevois.

## Geographie

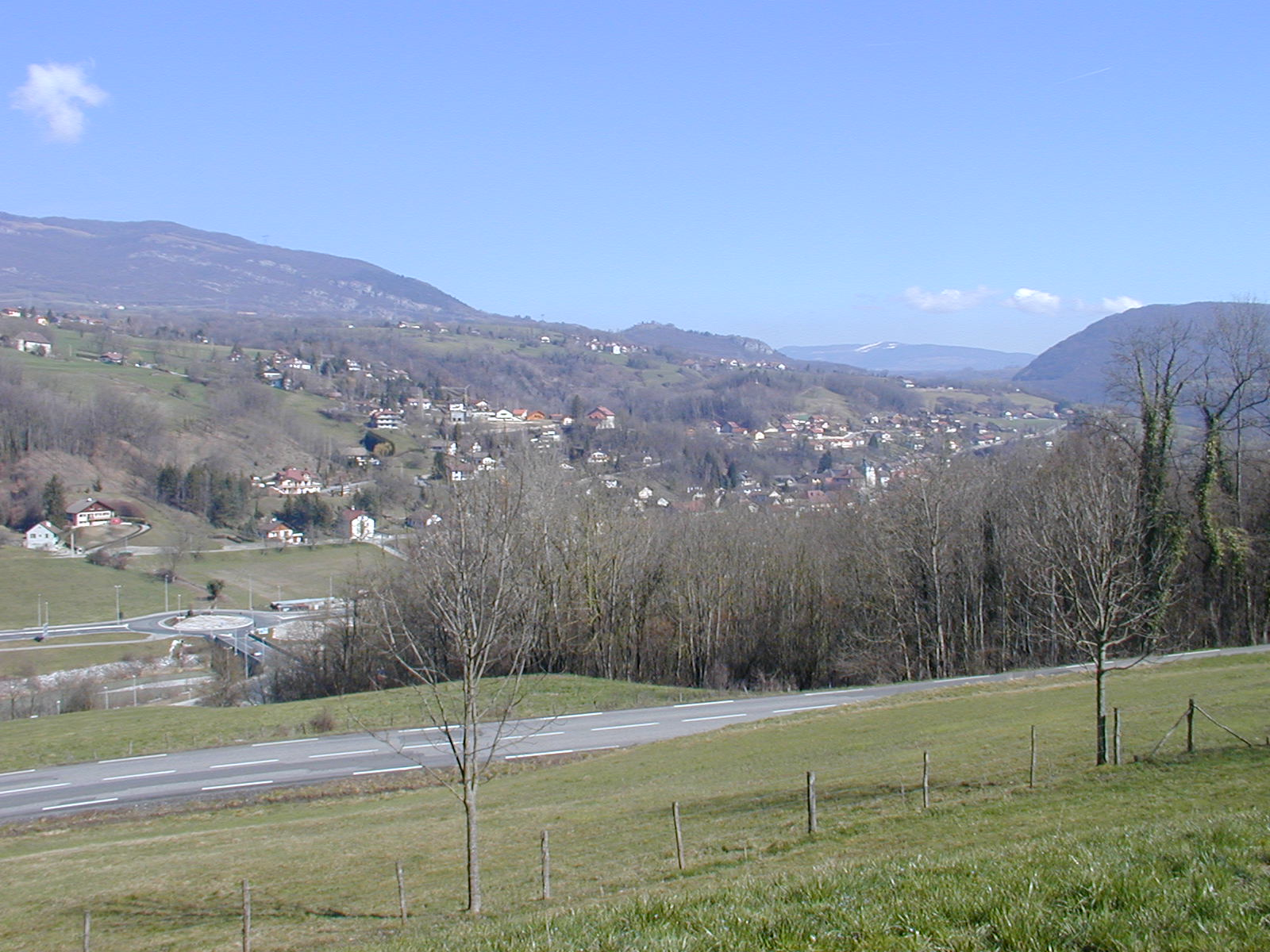
Frangy von Südwesten gesehen

Frangy liegt auf 323 m, etwa auf halbem Weg zwischen Annecy und Bellegarde-sur-Valserine, 20 nordwestlich der Stadt Annecy (Luftlinie). Die Ortschaft erstreckt sich im Tal der Usses an der Mündung eines kurzen Seitenbachs, südlich der Montagne de Vuache, im Genevois.
Die Fläche des 9,69 km² großen Gemeindegebiets umfasst einen Abschnitt des westlichen Genevois. Hauptsiedlungsgebiet ist das Vallée des Usses. Es wird von den Usses, einem linken Seitenfluss der Rhone, in einem etwa 500 m breiten flachen Talboden von Osten nach Westen durchflossen. Das Tal ist rund 150 bis 200 m in die umgebenden Plateaus eingetieft. Sowohl im Süden als auch im Norden erstreckt sich das Gemeindeareal auf die angrenzenden Hochplateaus. Mit 562 m wird am Fuß der Montagne de Vuache die höchste Erhebung von Frangy erreicht.
Zu Frangy gehören neben dem eigentlichen Ortskern auch verschiedene Weilersiedlungen und Gehöfte, darunter:
- Moisy (500 m) auf dem Plateau nördlich des Vallée des Usses
- Collonges (480 m) am nördlichen Talhang des Vallée des Usses
- Champagne (390 m) am südlichen Talhang des Vallée des Usses
- Bossy (450 m) am südlichen Talhang des Vallée des Usses

Nachbargemeinden von Frangy sind Chessenaz im Nordwesten, Chaumont im Nordosten, Musièges und Chilly im Südosten sowie Desingy im Südwesten.

## Geschichte
Das Gemeindegebiet von Frangy war bereits im Neolithikum und während der Römerzeit besiedelt, was durch verschiedene Überreste nachgewiesen werden konnte. Erstmals urkundlich erwähnt wird der Ort im Jahre 1119 unter dem Namen Frengiacum. Später erschienen die Bezeichnungen Fringe, Fringy und schließlich Frangy. Der Ortsname geht auf den gallorömischen Personennamen Firmus zurück.
Seit alters her lag Frangy an einem wichtigen Verkehrsweg vom unteren Rhônetal nach Genf. Es gehörte im Mittelalter zur Kastlanei Chaumont, die den Grafen von Genf unterstand. Im 17. Jahrhundert gelangte Frangy an Savoyen und teilte fortan dessen Schicksal. Bis 1860 gehörte es zum Kanton Saint-Julien-en-Genevois, dann wurde es zum Hauptort des neu geschaffenen Kantons Frangy erhoben.

## Sehenswürdigkeiten

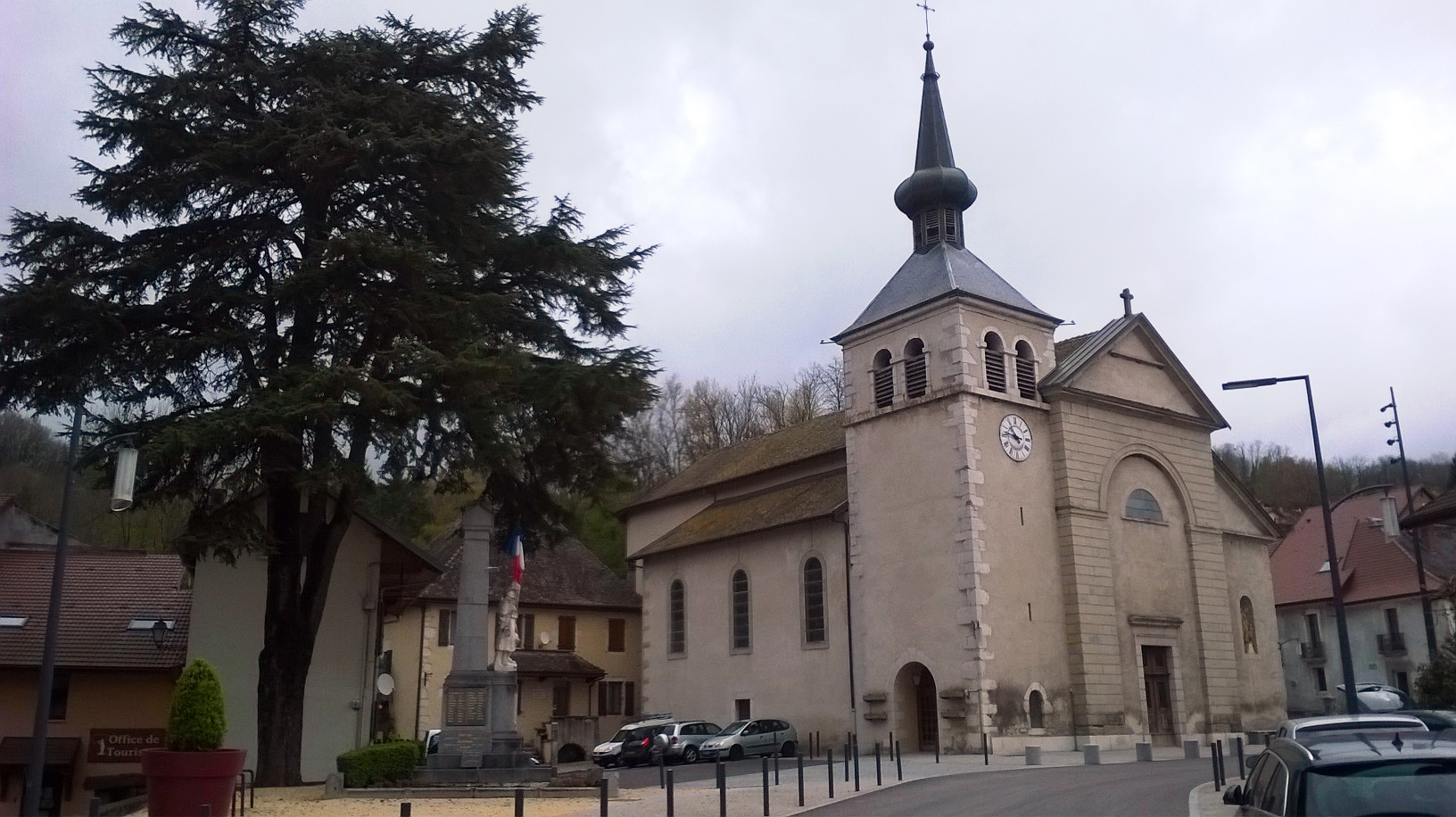
Kirche Saint-Aquilin

Die Kirche Saint-Aquilin wurde 1843 an der Stelle eines Vorgängerbaus im Stil des Neoklassizismus errichtet und 1975 umfassend restauriert. Das Pfarrhaus stammt aus dem 17. Jahrhundert. Sehenswert sind im Weiteren das Oratoire Notre-Dame de Sur-Creux (von 1858), das Château Bastian (aus dem 17. Jahrhundert) und die Steinbrücke über den Usses, die 1677 gebaut wurde.

## Bevölkerung
| Jahr                       | 1962 | 1968 | 1975 | 1982 | 1990 | 1999 | 2004 |
| Einwohner                  | 1085 | 1014 | 1102 | 1333 | 1521 | 1598 | 1745 |
| Quellen: Cassini und INSEE |      |      |      |      |      |      |      |

Mit 2136 Einwohnern (Stand 1. Januar 2022) gehört Frangy zu den kleineren Gemeinden des Département Haute-Savoie. Seit Beginn der 1970er Jahre wurde eine deutliche Bevölkerungszunahme verzeichnet. Außerhalb des alten Ortskerns wurden zahlreiche Einfamilienhäuser errichtet.

## Wirtschaft und Infrastruktur
Frangy war lange Zeit eine durch die Landwirtschaft und den Kleinhandel geprägte Gemeinde. Über die Region hinaus bekannt ist der Weißwein aus der Gegend von Frangy. Die Gemeinde liegt in der Weinbauregion Savoie. Weißweine aus der Rebsorte Altesse (lokal Roussette genannt) dürfen unter der geschützten Herkunftsbezeichnung Roussette de Savoie vermarktet werden. Für Weißweine anderer Rebsorten sowie Rotweine gilt die AOC Vin de Savoie.
Im Talboden des Usses entwickelte sich in den letzten Jahrzehnten eine Gewerbezone, in der sich verschiedene Betriebe, unter anderem des Bau- und Transportgewerbes, ansiedelten. Zahlreiche Erwerbstätige sind auch Wegpendler, die in den größeren Ortschaften der Umgebung sowie im Raum Annecy und Genf-Annemasse ihrer Arbeit nachgehen.
Die Ortschaft ist verkehrsmäßig gut erschlossen. Sie liegt an der Kreuzung der Hauptstraßen von Annecy nach Bellegarde-sur-Valserine und von Saint-Julien-en-Genevois nach Rumilly. Der nächste Anschluss an die Autobahn A40 befindet sich in einer Entfernung von rund 10 km.

## Söhne und Töchter der Stadt
- Francis Demarthon (* 1950), Leichtathlet